# 여선생
여선생은 1972년 공개된 대한민국의 영화이다.

## 배역
- 신영균
- 리칭
- 신성일
- 안인숙
- 이빈화